# San Francisco Museum of Modern Art

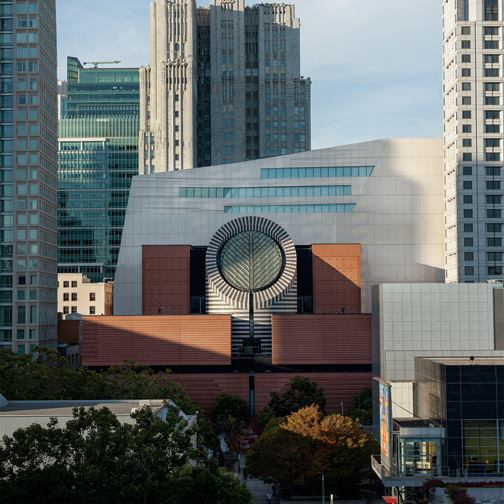
San Francisco Museum of Modern Art (Foto: 2015)

Das San Francisco Museum of Modern Art (SFMOMA) ist ein Museum für Moderne Kunst in San Francisco.

## Geschichte
Als das Museum 1935 unter der Gründungsdirektorin Grace L. McCann Morley (1900–1985) öffnete, war es das einzige Museum an der Westküste der USA, das sich ausschließlich der Kunst des 20. Jahrhunderts widmete.
Im Januar 1995 bezog das SFMOMA ein neues Gebäude im Bezirk südlich der Market Street (South of Market/SOMA), das von dem Schweizer Architekten Mario Botta entworfen wurde. Ab Juni 2013 war das Museum wegen Renovierungsarbeiten und Errichtung eines vom Architekturbüro Snøhetta entworfenen Erweiterungsbaus geschlossen. In der Zwischenzeit fanden Ausstellungen an verschiedenen Orten in der Bay Area statt.
Im Mai 2016 wurde es wiedereröffnet und verfügt nun mit sechzehntausend Quadratmeter über vierzig Prozent mehr Ausstellungsfläche als das New Yorker Museum of Modern Art. Im Neubau wird vor allem die Sammlung des Gründers von GAP Inc., Donald G. Fisher, und seiner Frau gezeigt.

## Über das Museum

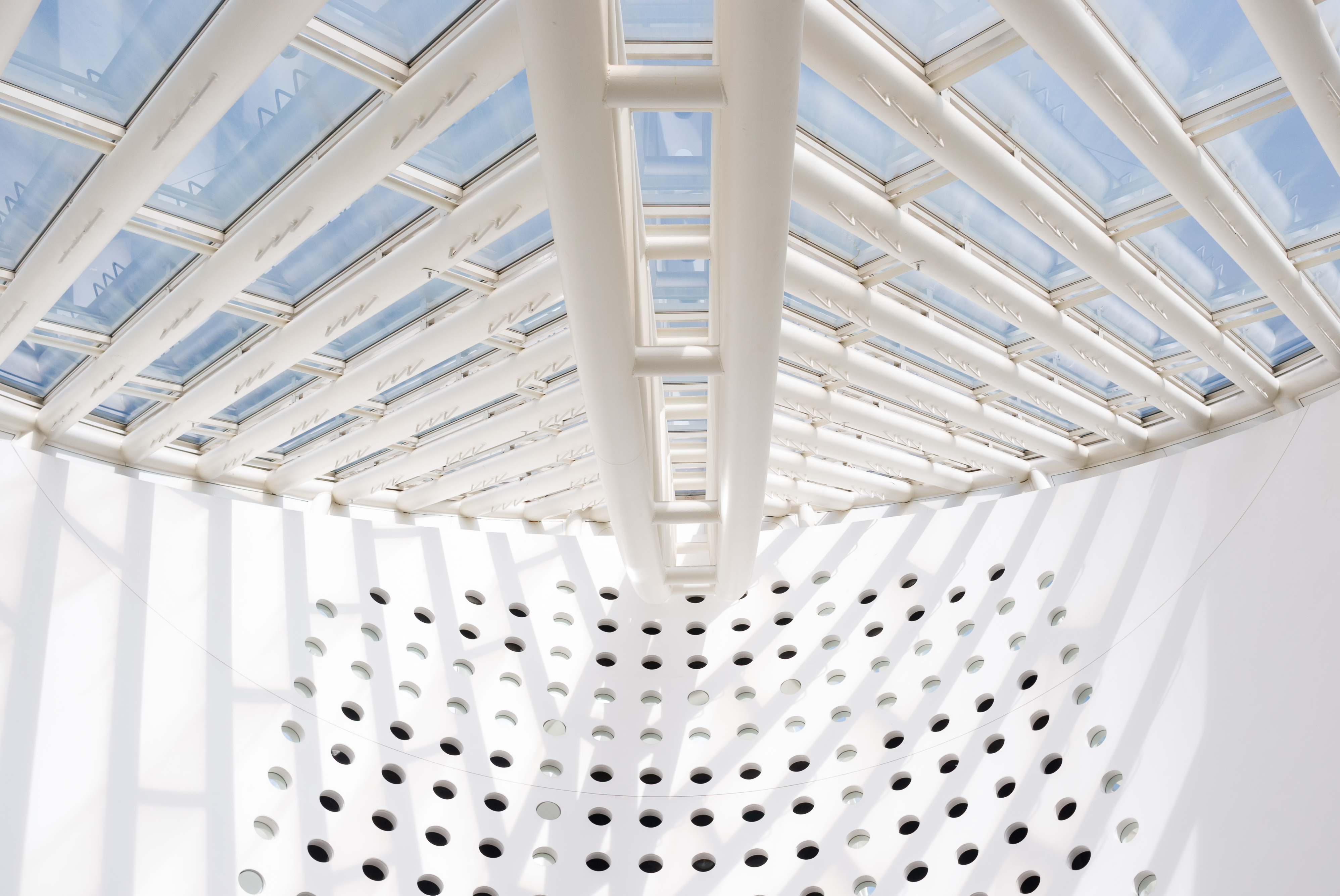
Teil der Dachkonstruktion des 2016 wiedereröffneten Museums

SFMOMA ist eine private, nichtkommerzielle Einrichtung und wird seit 2002 von Neal Benezra geleitet. 
Die Sammlung des Museums umfasst bedeutende Werke der Fotografie, Malerei, Bildhauerei, Architektur und Design sowie der Medienkunst u. a. von: Ansel Adams, Anna Atkins, Alice Baber, Matthew Barney, Louise Bourgeois, Constantin Brancusi, Julia Margaret Cameron, Marcel Duchamp, Frieda Kahlo, Paul Klee, Georgia O’Keeffe, Helen Levitt, Dorothea Lange, Agnes Martin, Henri Matisse, Tina Modotti, Jackson Pollock, Man Ray, Diego Rivera, Ludwig Mies van der Rohe, Sandy Skoglund, Joel Sternfeld.
Das Museum liegt an der Parkanlage Yerba Buena Gardens in unmittelbarer Nachbarschaft zum Konferenzzentrum Moscone Center und ist Teil des San Francisco 49-Mile Scenic Drive.